# De Blommaert de Soye

Wapen van de familie de Blommaert de Soye

Blommaert, later bekend als De Blommaert de Soye, is een uit Oudenaarde afkomstig geslacht waarvan leden vanaf 1774 tot de adel behoren in de Oostenrijkse Nederlanden, en sinds 1821 tot de adel in het Verenigd Koninkrijk der Nederlanden en vervolgens van het Koninkrijk België.

## Geschiedenis
De bewezen stamreeks begint met Jean Blommaers († 1500), die vanaf 1498 genoemd wordt als lid van de Oudenaardse Sint-Jorisgilde. Het geslacht werd bekend vanwege zijn vele tapijtwevers. Een grote, oudste tak was vervolgens gevestigd in Neurenberg. 
Keizerin Maria Theresia kende in 1774 erfelijke adel toe aan Maximilien Blommaert (Brussel, 1710 - Antwerpen, 1788), fabrikant van salpeter en buskruit in Antwerpen. 
Maximiliaan was een zoon van Joannes Blommaert (1674 - Brussel, 1725) en Suzanne-Philippine Darthé. Joannes beheerde in Diegem twee buskruitmolens. Zijn vroege dood maakte dat Maximiliaan in de leer ging bij zijn oom Jan Albert Fransen, die in Antwerpen een buskruitbedrijf had. Maximiliaan trouwde met zijn nicht Maria Fransen, dochter van Jan-Albert, die echter vroeg stierf. Hij hertrouwde in 1752 met Eleonora Verachter (1727-1801). Liever dan de zaak van zijn vader herop te starten, nam hij die van zijn oom en schoonvader over.
Een zoon van Maximiliaan, Jacques de Blommaert de Soye (1767-1851), zette de buskruitfabricatie en de handel in salpeter verder, tot dit in 1798 door de Franse overheid verboden werd. Hij werd voor dit verplichte stopzetten vergoed en, samen met de riante erfenis van zijn ouders, maakte dit verder werken overbodig. Hij kocht in 1812 een landgoed met groot kasteel aan in het kleine dorp Soye bij Floreffe (provincie Namen). Het was de eigendom geweest van de familie d'Yve, die het had verkocht. Hij verkreeg op 21 september 1821 onder het Verenigd Koninkrijk der Nederlanden erkenning van erfelijke adel met op 13 november 1822 de verlening van de titel baron, overdraagbaar bij eerstgeboorte.
In 2021 waren er nog twee mannelijke telgen in leven: de chef de famille en zijn zoon.

### Wapenbeschrijvingen
- 1774: D'argent, à trois roses de gueules, boutonn[ée]s d'or, feuillées et soutenues de sinople. Heaume d'argent, grillé et liseré d'or, fourré d'azur, aux hachemens d'argent et de gueules couronne d'or au lieu de bourlet, aiant pour cimier une rose de l'écu.
- 1822: Van zilver, beladen met drie rozen in hare natuurlijke kleuren. Het schild gedekt met de Nederlandsche baronne[n]kroon, en ter wederzijde vastgehouden door een met omgekeerden kop klimmenden eenhoorn van zilver, dragende ieder eene banier, die ter regter zijde van zilver, beladen met een kroon van goud, waaruit eene geharnaste arm is komende, houdende de rozen van het schild, en die ter linker coupé, waarvan de bovenste helft van zilver, beladen met een halve klimmende leeuw van keel, en het onderste van lazuur, beladen met drie vlammen van goud, geplaatst en fasce.

## Enkele telgen
- Andries Blommaert "le Vieux" (1608-1670) x Maria Wackens.
  - Gregorius Blommaert x Elisabeth van der Stichelen.
    - Joannes Blommaert (1674 - Brussel, 1725), buskruitfabrikant, x Suzanne-Philippine Darthé (of D'Arté), dochter van Melchior d'Arté, commandant in Brussel van de'garde noble des archers' en van Catherine Schockaert.
      - Maximilien Blommaert (Brussel 1710 - Antwerpen 1788), fabrikant van salpeter en buskruit, x Maria Fransen, xx Eleonore Verachter (1727-1801).
        - Carolus Blommaert (Antwerpen, oktober 1744 - Oostende, 11 augustus 1792), priester van het bisdom Antwerpen, in maart 1792 titulair kanunnik van de Sint-Donaaskathedraal in Brugge, enkele maanden later overleden in Oostende.
        - Jacques baron de Blommaert de Soye (Antwerpen, 5 februari 1767 - Parijs, 27 april 1851), lid van de Ridderschap van Namen x Marie-Cornelie van der Kun (Rotterdam, 1777 - Soye, 1861), uit een belangrijke Rotterdamse familie van wijnhandelaars.
          - Jacques baron de Blommaert de Soye (Antwerpen, 1807 - Soye, 1871) x jonkvrouw Francisca de Dopff (Maastricht, 1818 - Brussel, 1859).
            - Emile baron de Blommaert de Soye (Heer, 1840 - Soye, 1921), burgemeester van Soye.
            - Ferdinand de Blommaert de Soye (Sint-Joost-ten-Node, 1847 - Sint-Pieters-Woluwe, 1920), x Marie du Roy de Blicquy (Blicquy, 1844 - Bierges, 1885).
              - Emmanuel-Hadelin baron de Blommaert de Soye (Blicquy, 1875 - Mazy, 1944), generaal-majoor, bronzen medaille paardrijden (individuele jumping) Olympische Spelen 1912 in Stockholm, x barones Eliane de Coninck de Merckem (1880-1973).
                - Yolande de Blommaert de Soye (1901-1995) x majoor Arnould van de Walle (Brugge, 1898 - Brunswick, gefusilleerd, 1944), met talrijk nageslacht Van de Walle.

              - Fernand baron de Blommaert de Soye (Bierges, 1881-1949), actief hockeyspeler tussen 1908 en 1914, politieke gevangene in zowel de Eerste als de Tweede Wereldoorlog, x Henriette de Failly (1894-1987).
                - Jean baron de Blommaert de Soye (Etterbeek, 1915 - Wavre, 1983), x Christiane Nieuwenhuys (1927- ), van wie vier dochters en een zoon.
                  - Emmanuel baron de Blommaert de Soye (Brussel, 1961), beheerder van vennootschappen, chef de famille, x Gwénaëlle De Mot (Ukkel, 1968).
                    - Jean de Blommaert de Soye (Ukkel, 1996), vermoedelijke opvolger als chef de famille.

                - Pierre de Blommaert de Soye (Sint-Pieters-Woluwe, 1919 - Wavre, 2000) x barones Béatrice de Crombrugghe de Picquendaele (1925-2016), van wie vier dochters.
                - Alain de Blommaert de Soye (Rixensart, 1920 - Grave bij Nijmegen, 1945).
                - Françoise de Blommaert de Soye (Rixensart, 1922 -) x Jean Goffin.
                - Jacqueline de Blommaert de Soye (Rixensart, 1922 - Wavre, 2009) x ridder Albert de Wintwarter (1912-1994).

## Verzet
De familie Blommaert telde verschillende verzetsstrijders tijdens de Tweede Wereldoorlog. Het ging om de kinderen van de tweemaal als politieke gevangene opgepakte Fernand de Blommaert de Soye 
- Jean de Blommaert de Soye (1915-1983) trad in militaire dienst in 1937 en naam deel aan de Achttiendaagse Veldtocht in mei 1940. Op 26 mei werd hij verwond in Dadizele en verzorgd in het militair hospitaal in Brugge. Op 28 mei gevangengenomen en naar de Sint-Andriesabdij overgebracht, kon hij er met de hulp van de abt per fiets ontsnappen op 1 augustus. Hij werkte vervolgens in Doornik en bij Solvay in Brussel. In 1942 trad hij toe tot het verzetsnetwerk Comète en begeleidde Engelse piloten tussen Brussel en Parijs. In juli 1943, voorzien van valse papieren, trok hij door Frankrijk, stak de Spaanse grens over met Theodore d'Oultremont en met de Engelse piloten John David en John Raeder. Via Gibraltar bereikten ze Engeland op 2 augustus 1943. Hij werd opgenomen in de diensten van de Belgische Staatsveiligheid. Hij volgde een opleiding als parachutist en werd in de nacht van 20 december 1943 geparachuteerd dicht bij Reims, met als opdracht er een ontsnappingslijn te organiseren. De opdracht mislukte door arrestaties uitgevoerd door de Gestapo. Blommaert vluchtte opnieuw via Spanje, dankzij Comète, en kwam in maart 1944 weer in Engeland aan. Op 10 april 1944 werd hij opnieuw geparachuteerd, ditmaal niet ver van Le Mans, opnieuw met als opdracht ontsnappingslijnen te organiseren. Vanuit Parijs verbond hij ontsnappingen vanuit België naar de Pyreneeën. In mei werd hij opgespoord door een agent van de Gestapo en verliet Parijs om een kamp op te richten in het woud van Fréteval, bij Châteaudun. De opdracht kreeg de naam Sherwood of Marathon en had tot doel er geallieerde piloten op te vangen in afwachting van de bevrijdingstroepen, die inderdaad op 28 augustus 1944 het kamp bereikten. Hij vertrok weer naar Londen. Hij vervulde nog allerhande opdrachten die hem onder meer naar de Verenigde Staten brachten, waar hij in september 1946 gedemobiliseerd werd. Terug in België trouwde hij in 1948 met Christiane Nieuwenhuys.
- Pierre de Blommaert de Soye (1919-2000), broer van Jean, sloot zich aan bij het Geheim Leger en diende in een beschermingsploeg in Henegouwen rond de gedropte radio-operator Leopold van der Meersche.
- Alain de Blommaert de Soye (1920-1945), broer van Jean en Pierre, bereikte Engeland in 1942 en werd opgeleid bij de RAF. Hij sneuvelde bij Nijmegen op 13 april 1945.
- Jacqueline (1922-) en Françoise de Blommaert de Soye (1922-2009), een tweeling, zussen van de bovenvermelden, werden koeriers voor de staf van het Geheim Leger. Vanaf juni 1944 werkten ze als codeurs in de Ardennen.

## Adellijke allianties
- Van Dopff (1838, Nederlandse adel), Du Roy de Blicquy (1871), De Coninck de Merckem (1900), De Failly (1914), Van de Walle (1924), De Winiwarter (1951), De Crombrugghe de Picquendaele (1953)